# Brachymenium leptophyllum
Brachymenium leptophyllum là một loài Rêu trong họ Bryaceae. Loài này được (Bruch & Schimp. ex Müll. Hal.) Bruch & Schimp. ex A. Jaeger mô tả khoa học đầu tiên năm 1875.